# Henuttaui (TT69)
| W10 · t | N17 · N16 |

| W10 · t | N17 · N16 |

Henuttaui fue la esposa del alto oficial de la corte del Antiguo Egipto y escriba Menna de la época de Amenofis III de la dinastía XVIII. Comparte con su esposo la tumba tebana TT69. 

## Biografía
Henuttaui probablemente fuese una mujer procedente de una familia muy influyente. Por sus títulos de 'Cantora de Amón' y 'señora de la Casa', se puede dilucidar su noble nacimiento y la posesión de bienes.
Su padre bien pudo haber sido Amenhotep-sa-se (TT75), que ostentaba el título de 'segundo profeta de Amón', colocándolo en segundo lugar después del de sumo sacerdote dentro de la jerarquía del templo de Karnak.
Con su esposo Menna tuvo cinco hijos: dos hijos, Se y Ja, y tres hijas, Amenemuesjet, Nehemet y Kasy. Amenemuesjet ostentaba el título de 'dama de honor', lo que la vinculaba estrechamente con la casa real. Su hermana, Nehemet, está representada con una corona que normalmente usan las damas de compañía y es posible que también haya llevado este título. En la tumba de Menna (TT69), Nehemet está etiquetado con las palabras 'maat-Xru', que significa 'verdadera de voz' o 'justificada'. Esto indica que probablemente ya había fallecido cuando se decoró la tumba. El primer hijo, Se, era un 'escriba de contar el grano de Amón', y Ja, un 'sacerdote uab'.